# Hawke's Bay
Hawke's Bay är en region på den nyzeeländska Nordön. Regionen är internationellt känd för sina prisbelönta viner.

## Geografi
Regionen är belägen på den östra kustsidan av Nordön. Namnet har regionen fått från det gamla namnet på bukten i området – Hawkebukten. Denna är en stor halvcirkulär bukt som sträcker sig 100 km från nordöst till sydväst. 

## Klimat
Hawke's Bays långa varma somrar och kalla vintrar erbjuder goda förutsättningar för vindruvsodling. Klimatet är torrt och tempererat. Hawke's Bay är berömt för sina trädgårdsodlingar med stora fruktodlingar och vingårdar i sluttningarna. I de kuperade områdena av regionen dominerar får och boskapsskötsel samt skogsbruk i de mer otillgängliga delarna.

## Demografi
| Befolkningsutvecklingen i Hawke's Bay 1991–2018 | Befolkningsutvecklingen i Hawke's Bay 1991–2018 | Befolkningsutvecklingen i Hawke's Bay 1991–2018 | Befolkningsutvecklingen i Hawke's Bay 1991–2018 | Befolkningsutvecklingen i Hawke's Bay 1991–2018 |
| ----------------------------------------------- | ----------------------------------------------- | ----------------------------------------------- | ----------------------------------------------- | ----------------------------------------------- |
|                                                 |                                                 |                                                 |                                                 |                                                 |
| År                                              |                                                 |                                                 | Folkmängd                                       |                                                 |
| 1991                                            | 1991                                            |                                                 | 138 342                                         |                                                 |
| 1996                                            | 1996                                            |                                                 | 142 791                                         |                                                 |
| 2001                                            | 2001                                            |                                                 | 142 950                                         |                                                 |
| 2006                                            | 2006                                            |                                                 | 147 783                                         |                                                 |
| 2013                                            | 2013                                            |                                                 | 151 179                                         |                                                 |
| 2018                                            | 2018                                            |                                                 | 166 368                                         |                                                 |
|                                                 |                                                 |                                                 |                                                 |                                                 |